# ウォーレン・サップ
ウォーレン・サップ（Warren Carlos Sapp, 1972年12月19日 - ）は、アメリカ合衆国フロリダ州プリマス出身のアメリカンフットボールの元選手である。ディフェンシブタックルとして、NFLのタンパベイ・バッカニアーズ、オークランド・レイダースで13年間プレーした。2013年、プロフットボール殿堂入り。引退後は2015年までNFLネットワークで解説者を務めた。

## 人物
サップは、1995年のNFLドラフトでタンパベイ・バッカニアーズから1巡目全体12番目の指名を受けてNFL入りした。バッカニアーズより3つ前の指名権を持っていたニューヨーク・ジェッツがサップではなくTEカイル・ブレイディを指名した際、ニューヨークのファンはブーイングを行った。バッカニアーズで過ごした9シーズンの内、7シーズンでプロボウルに選出され、2002年シーズンの第37回スーパーボウル制覇に貢献した。2004年シーズンからオークランド・レイダースに移籍した。
現役通算96.5サックはディフェンシブタックルとしては史上2位、ディフェンシブラインマン全体で28位の記録となった。また、バッカニアーズで記録した77サックはリーロイ・セルモンの78.5サックに次ぐ、チーム2位の記録となっている。
サップのプレースタイルは攻撃的で激しいものであり、時には対戦相手と論争することもあり、退場処分となることもあった。その一方で、強いリーダーシップでチームを率い、1990年代後半から2000年代前半にかけての強力バッカニアーズディフェンスの構築に貢献した。2013年のプロフットボール殿堂入り後、同年のバッカニアーズ殿堂入りに伴い、サップの背番号99が永久欠番となった。
2017年6月20日、現役時代に負った頭部外傷や、脳振とうによる精神の異常、記憶喪失を患っていることを告白し、死後には自身の脳を研究機関に提供すると語った。